# می کلارک
می کلارک (انگلیسی: Mae Clarke؛ ۱۶ اوت ۱۹۱۰ – ۲۹ آوریل ۱۹۹۲) یک هنرپیشه اهل ایالات متحده آمریکا بود.
از فیلم‌ها یا برنامه‌های تلویزیونی که وی در آن نقش داشته است می‌توان به آواز در باران، فرانکشتاین، دشمن مردم اشاره کرد.